# الدما (العدين)

تعديل مصدري - تعديل

الدما محلة تابعة لقرية قصيع العمارنة، التابعة لعزلة العمارنة بمديرية العدين إحدى مديريات محافظة إب في الجمهورية اليمنية، بلغ تعداد سكانها 100 حسب تعداد اليمن لعام 2004.